# Germán Carnero Roqué
Germán Carnero Roqué (Ciudad de México, 1941 - Lima, 12 de agosto de 2025) fue un periodista, promotor cultural y poeta peruano de la generación del 60. 

## Biografía
Nació en 1941 en la Ciudad de México, donde sus padres —el periodista y político peruano Genaro Carnero Checa y la española Maruja Roqué—, se hallaban entonces exiliados por razones políticas.
Vivió su niñez y parte de su juventud en el Perú. Estudió literatura y filosofía en la Universidad Mayor de San Marcos.
Entre otros trabajos, participó en la televisión protagonizando a Kid Cristal. También hizo el papel de Escipión en la presentación teatral de Calígula, de Albert Camus. 
Se dedicó también al periodismo, colaborando en el diario Correo y, especialmente, en la revista Oiga (Lima). También laboró para la Agencia Italiana de Noticias.
En 1968 se casó con Ada Esther Castañeda Hoyle, y de esa unión nacieron Germán Ignacio y Alejandro. 
En París trabajó en la agencia France Presse. Fue agregado de prensa del Perú ante los organismos internacionales con sede en Ginebra (1974-1975) y agregado en París (1976). Representó  a su país en numerosas reuniones internacionales en Asia, África, América Latina y Europa.
Ingresó a la UNESCO en 1977, donde laboró durante 22 años, en programas centrados en información, comunicación y cultura. De 1988 a 1999 fue director de la oficina de UNESCO en México.
Desde su puesto en la UNESCO desarrolló diferentes proyectos culturales comprometidos con el flujo cultural iberoamericano, entre los que destacan ALASEI (Agencia Latinoamericana de Servicios Especiales) donde inició un foco de difusión de periodismo a nivel latinoamericano. Otro proyecto fue Periolibros, que consistía en publicar mensualmente, en una cadena de diarios iberoamericanos, textos de importantes autores en suplementos. Se difundieron así 120 millones de ejemplares de novelas y poemarios a distintos países latinos. Y también Iberoamérica Pinto, que fue una exhibición itinerante con la obra de 63 artistas plásticos, los mismos que ilustraron la serie de Periolibros. Gracias a estos proyectos, impulsó también la difusión masiva de Poemas humanos de César Vallejo en los países árabes, en una red similar a Periolibros de los diarios de esa región. 
En 1999 se jubiló de la UNESCO y se radicó en Lima. En el 2001 fue nombrado gerente del Fondo de Cultura Económica con sede en Lima —anteriormente dirigida por Magda Portal y Blanca Varela— donde trabajó en la edición y reedición de clásicos peruanos. Y a finales de mismo año, junto a Ricardo González Vigil, Tulio Mora, Alberto y Reynaldo Naranjo, creó la revista Múltiple cultura peruana; en donde, «con lúcido y responsable optimismo» se imponen la tarea de manifestar —desde diferentes focos— una cultura democrática y de paz. 
Desde el 2006 al 2016 dirigió el museo de  Arte de la Universidad Mayor de San Marcos.
Por su triple nacionalidad (peruana, española y mexicana), y por su trabajo, su enfoque y su vida, Carnero se autodefinía como iberoamericano a tiempo completo, asumiéndose parte del flujo de una cultura vasta como viva.

## Obra poética
Su bitácora literaria se abre con la publicación de la obra teatral infantil La niña de los ojos llorosos en 1961. Su primer poemario Ese cantar de alondra (1962) publicado en la colección de Cuadernos de Hontanar, dirigida por Javier Sologuren, lo ubicó como uno de los iniciadores de la generación de 60, junto a poetas como Javier Heraud y Luis Hernández.  Fue muy cercano a los poetas César Calvo, Juan Gonzalo Rose, entre otros.
De poesía filósofa y confesional, muy reflexivo y depurado, Germán Carnero es autor de seis poemarios, una plaqueta (homenaje a César Calvo) y un libro recopilatorio. 
Con relación a su obra, se ha dicho que Ese cantar de alondra «…niega precisamente la soledad porque el amor, que es la alondra, también es la música que trae la solidaridad. Por ello, precisamente el poeta, en su siguiente libro, La rama natural, se refiere nuevamente al mundo boscoso de que nos habló antes porque sin ese mundo la geometría no puede negar la tierra.» (E. Verástegui). 
Sobre Triste Veranillo se dijo: «Porque las voces que ahora nos ofrendas te vienen simultáneas de los tiempos, y te vienen por sangre de merecer la vida que siempre has construido para todos, pero también por sangre de memoria desde todas las vidas que apuraron su instante para que tú y tus hijos y tus hermanos, tus amores, pudiéramos ser dignos de vivir hasta escuchar la cima de ese tu canto nuestro…» (C. Calvo)
Tras la muerte de su terapeuta y amigo José Perrés, Germán publicó su poemario Uru Shalim y otros poemas peregrinos (2007), con temas más cercanos a la muerte y la nostalgia.

Cuando huella y estilo poético se afirman indelebles, sosegados, inquietos, fervorosos, evolutivos, transidos y tumultuosos, nos acercamos con plenitud de conocerlo y apreciarlo en toda su magnitud. Esa personalidad convertida en ebullición abrumadora que posee esos atributos, se llama Germán Carnero Roqué, excelente poeta que se ubica en la poesía peruana de los 60…
César Toro Montalvo.

## Publicaciones
Hasta 2007 publicó las siguientes obras:
- Ese cantar de alondra (1962)
- La rama natural (1963)
- Canto rodado (1968)
- Un solo canto el canto del camino (1985)
- Triste veranillo  (1998)
- Cuánta belleza César realizada (Homenaje a César Calvo, 2001)
- El lugar de los encuentros - Obra poética [1962-2004] (2004)
- Uru Shalim y otros poemas peregrinos (2007)